# Сборная Шотландии по кёрлингу на колясках
Смешанная сборная Шотландии по кёрлингу на колясках — национальная сборная команда (в которую могут входить как мужчины, так и женщины), представляет Шотландию на международных соревнованиях по кёрлингу на колясках. Управляющей организацией выступает «Королевский шотландский клуб кёрлинга» (англ. Royal Caledonian Curling Club).
В расчёте рейтинга Всемирной федерации кёрлинга (рейтинг ВФК) сборных команд по кёрлингу, согласно договорённости между странами-членами ВФК, сборной Шотландии добавляются очки, набранные сборной Великобритании на турнирах, где Великобритания выступает единой командой (например, на Паралимпийских играх).

## Результаты выступлений

### Чемпионаты мира
| Год  | Место          | И              | В              | П              | Состав |
| ---- | -------------- | -------------- | -------------- | -------------- | --- |
| 2002 | 3              | 10             | 6              | 4              | Фрэнк Даффи (скип), Alex Harvey, Майкл Маккриди, Elaine Lister, James Sellar (запасной)                                                 |
| 2004 | 1              | 8              | 8              | 0              | Фрэнк Даффи (скип), Майкл Маккриди, Кен Диксон, Эйнджи Мэлоун, James Sellar (запасной), Джейн Сандерсон (тренер)                        |
| 2005 | 1              | 9              | 9              | 0              | Фрэнк Даффи (скип), Майкл Маккриди, Том Киллин, Эйнджи Мэлоун, Кен Диксон (запасной), Джейн Сандерсон (тренер)                          |
| 2007 | 3              | 11             | 7              | 4              | Майкл Маккриди (скип), Эйлин Нельсон, James Sellar, Эйнджи Мэлоун, James Elliott (запасной), Archie Bogie (тренер)                      |
| 2008 | 7              | 9              | 3              | 6              | Майкл Маккриди (скип), Эйлин Нельсон, Том Киллин, James Sellar, Rosemary Lenton (запасной), Том Пендрей (тренер)                        |
| 2009 | 5              | 10             | 5              | 5              | Майкл Маккриди (скип), Эйлин Нельсон, Том Киллин, James Sellar, Rosemary Lenton (запасной), Том Пендрей (тренер), Шейла Суон (тренер)   |
| 2011 | 2              | 12             | 8              | 4              | Эйлин Нельсон (скип), Том Киллин, Грегор Юэн, Эйнджи Мэлоун, Michael McKenzie (запасной), Шейла Суон (тренер)                           |
| 2012 | 8              | 9              | 3              | 6              | Эйлин Нельсон (скип), Том Киллин, Грегор Юэн, Эйнджи Мэлоун, Джим Голт (запасной), Тони Заммейк (тренер)                                |
| 2013 | 6              | 10             | 4              | 6              | Эйлин Нельсон (скип), Грегор Юэн, Роберт Макферсон, Том Киллин, Эйнджи Мэлоун (запасной), Тони Заммейк (тренер)                         |
| 2015 | 8              | 10             | 3              | 7              | Грегор Юэн, Джим Голт, Хью Нибли, Эйлин Нельсон (скип), Эйнджи Мэлоун (запасной), Тони Заммейк (тренер)                                 |
| 2016 | не участвовали | не участвовали | не участвовали | не участвовали | не участвовали |
| 2017 | 3              | 12             | 7              | 5              | Эйлин Нельсон (скип), Грегор Юэн, Хью Нибли, Роберт Макферсон, Эйнджи Мэлоун (запасной), Шейла Суон (тренер)                            |
| 2019 | 2              | 14             | 9              | 5              | Эйлин Нельсон (скип), Хью Нибли, Роберт Макферсон, Дэвид Мелроуз, Gary Logan (запасной), Шейла Суон (тренер)                            |
| 2020 | 9              | 11             | 4              | 7              | Хью Нибли (скип), Роберт Макферсон, Гэри Смит, Шарлотта Маккенна, Меган Доусон-Фаррелл (запасной), Шейла Суон (тренер)                  |
| 2021 | 6              | 12             | 6              | 6              | Хью Нибли (скип), Грегор Юэн, Дэвид Мелроуз, Меган Доусон-Фаррелл, Шарлотта Маккенна (запасной), Шейла Суон (тренер)                    |
| 2023 | 3              | 14             | 7              | 7              | Грегор Юэн, Хью Нибли (скип), Gary Logan, Joanna Butterfield, Меган Доусон-Фаррелл (запасной), Шейла Суон (тренер), Kenny More (тренер) |
| 2024 | 10             | 11             | 3              | 8              | Грегор Юэн, Хью Нибли (скип), Роберт Макферсон, Меган Доусон-Фаррелл, Гэри Смит (запасной), Luke Carson (тренер)                        |
| 2025 | 7              | 11             | 5              | 6              | Хью Нибли (скип), Гэри Смит, Austin McKenzie, Jo Butterfield, Keith Gray (запасной), Шейла Суон (тренер), Niall Ryder (тренер)          |

(данные отсюда:)

### Чемпионат мира по кёрлингу на колясках (группа B)
| Год  | Место | И | В | П | Состав                                                                                            |
| ---- | ----- | - | - | - | ------------------------------------------------------------------------------------------------- |
| 2015 | 5     | 7 | 5 | 2 | Эйлин Нельсон, Хью Нибли (скип), Грегор Юэн, Эйнджи Мэлоун, Роберт Макферсон, Шейла Суон (тренер) |

(данные отсюда:)